# Đảo Tekong
Pulau Tekong là hòn đảo nằm ngoài khơi bờ biển đông bắc của Singapore và nằm phía đông của đảo Ubin. Về mặt địa lý, đảo nằm gần với Johor của Malaysia hơn so với đảo chính Singapore. Đảo này có diện lịch lớn thức hai trong số các đảo xa bờ của Singapore với diện tích 24.43 km², hồ chứa Pulau Tekong cũng nằm trên đảo này.